# Calcetto Città di Palermo
L'Associazione Sportiva Calcetto Città di Palermo è stata una squadra italiana di calcio a 5 con sede a Palermo.

## Storia
Nata come squadra dell'istituto tecnico commerciale "Vittorio Alfieri", la squadra vestiva inizialmente divise bianco-azzurre. Nonostante la breve esistenza, il Città di Palermo rimane tuttora la squadra palermitana ad aver partecipato al maggior numero di edizioni della Serie A. Tra il 1992 e il 1999 la società ha infatti disputato sette stagioni nella massima serie, giungendo in due occasioni fino alle semifinali dei play-off.

## Cronistoria
| Cronistoria del Calcetto Città di Palermo |
| --- |
| - ? · Fondazione della squadra di calcio a 5 dell'istituto tecnico commerciale Vittorio Alfieri. - 1991-92 · 1ª nel girone E di Serie B. Promossa in Serie A. - 1992 · Assume la denominazione A.S. Calcetto Città di Palermo. - 1992-93 · 14ª in Serie A. - 1993-94 · 3ª in Serie A. 3º turno della poule scudetto. - 1994-95 · 6ª in Serie A. 3º turno della poule scudetto. - 1995-96 · 5ª in Serie A. Semifinalista play-off scudetto. - 1996-97 · 10ª in Serie A. 1º turno play-off scudetto. - 1997-98 · 7ª in Serie A. Quarti di finale play-off scudetto. 1º turno di Coppa Italia. - 1998-99 · 6ª in Serie A. Semifinalista play-off scudetto. Semifinalista di Coppa Italia. - 1999 · Fusione con la Pro Ficuzza e nascita del Trinacria Trapani Corleone. |

## Statistiche
| Livello | Categoria | Partecipazioni | Debutto   | Ultima stagione |
| ------- | --------- | -------------- | --------- | --------------- |
| 1°      | Serie A   | 7              | 1992-1993 | 1998-1999       |
| 2°      | Serie B   | 1              | 1991-1992 | 1991-1992       |